# Goethestraße (Frankfurt am Main)
Die Goethestraße ist eine Straße in Frankfurt am Main. Sie verläuft vom Goetheplatz im Osten bis zum Opernplatz im Westen parallel südlich zur Großen Bockenheimer Straße (besser bekannt als Freßgass). Sie gilt als Einkaufsstraße für Textilien und Konsumgüter des gehobenen Bereichs. Neben Filialisten finden sich alteingesessene Familienunternehmen. Zwischen der Goethestraße und der Großen Bockenheimer Straße befindet sich die Kleine Bockenheimer Straße mit Jazzkeller Frankfurt, Jazzhaus und weiteren Lokalen. Mit durchschnittlich 2.040 Passanten pro Stunde (2011) ist sie die dritt meistfrequentierte Luxuseinkaufsstraße Deutschlands.

## Geschichte
Die Goethestraße liegt im Westen der früher so genannten Neustadt, die nach der 1333 von Kaiser Ludwig dem Bayern genehmigten zweiten Stadterweiterung angelegt worden war. Die Neustadt blieb noch bis ins 19. Jahrhundert ein dünn besiedeltes Gebiet, in dem sich neben kleinen, vorwiegend von Handwerkern bewohnten Häusern, auch große Höfe und Gärten befanden. Vom Roßmarkt, dem größten Platz der ganzen Stadt, verliefen zwei Gassen zu den westlichen Stadttoren, im Norden die Großen Bockenheimer Gasse zum Bockenheimer Tor und im Süden die Galgengasse zum Galgentor. Im Viertel dazwischen erstreckten sich drei schmale Gassen in Ost-West-Richtung, die Kleine Bockenheimer Gasse, die Brunnengasse und die Neue Rothofgasse. Quer dazu verliefen die Alte Rothofgasse sowie die Luginsland.
Nach der Niederlegung der Frankfurter Stadtmauern erließ Stadtbaumeister Johann Georg Christian Hess 1809 eine Bauordnung, die den Klassizismus als verbindlichen Baustil vorschrieb. Innerhalb weniger Jahre wurde die westliche Neustadt zwischen Neue Mainzer Straße und Roßmarkt zu einem bürgerlichen Wohnviertel mit homogener Bebauung umgestaltet. Doch schon nach wenigen Jahrzehnten konnten die schmalen Gassen den Verkehr in der stark wachsenden Stadt nicht mehr bewältigen. Ab 1872 verkehrte die Pferdebahn der Frankfurter Trambahn-Gesellschaft durch die Große Bockenheimer Gasse zwischen Opernplatz und Roßmarkt. Zunächst erwog die Stadt deren Verbreiterung, entschied sich dann aber 1892 für einen neuen Straßendurchbruch südlich davon. Damit beauftragte der Magistrat ein Konsortium von Banken und Unternehmen. Es kaufte 37 Gebäude, hauptsächlich entlang der früheren Brunnengasse, an und ließ sie abreißen. 1893/94 erbaute das Konsortium die neue, 17 Meter breite Straße mit einem städtischen Zuschuss von 1,5 Millionen Goldmark. Da der mittlere Teil des Roßmarktes bereits seit 1844 den Namen Goetheplatz führte, erhielt die neue Straße den Namen Goethestraße. Am 1. November 1894 wurde auch die Trambahn in die Goethestraße verlegt und 1899 elektrifiziert.
Innerhalb von 10 Jahren waren alle Grundstücke an der Goethestraße vergeben und mit neuen Geschäftshäusern im Stil des Historismus bebaut. Der Durchbruch war im Jahr 1892 erfolgt und die Häuser Nr. 2, 12–30, 31, 33 und 34 wurden durch die Firma Ph. Holzmann & Cie. errichtet. Die Häuser Nr. 15–23 wurden nach Entwürfen von Architekt v. Kauffmann erbaut.
Die Goethestraße entwickelte sich zu einer bevorzugten und lukrativen Geschäftsstraße. Besonders markant war der 1896 auf einem schmalen Eckgrundstück zwischen Goethestraße und Großer Bockenheimer Gasse errichtete neugotische Turmbau der Anker-Versicherung.
Bis 1933 befanden sich einige Galerien in der Straße, welche Avantgarde-Kunst ausstellten, der Kunsthandel Ackermann und Sauerwein, der u. a. Käthe Kollwitz führte, und Heinrich Trittler (Inhaber Paul Schütz, später Karl Vonderbank), der u. a. Emil Nolde, Erich Grube und Fifi Kreutzer führte, sowie der Kunstsalon Oskar Hermes.
Die ursprüngliche Bebauung wurde im Zweiten Weltkrieg bei den Luftangriffen auf Frankfurt am Main weitgehend zerstört. Das heutige Straßenbild ist durch nüchterne Zweckbauten der Wiederaufbauzeit und der 1970er Jahre geprägt.
Mehrere Gebäude sind als Kulturdenkmäler geschützt: Goethestraße 12 ist ein 1894 erbautes neobarockes Geschäftshaus mit Eckerker zwischen übergiebelten Steinfassaden. Der Erker war bis zur Zerstörung im Zweiten Weltkrieg überkuppelt. Das gegenüberliegende Geschäftshaus Goethestraße 10 wurde 1905 von Otto Sturm in Mischformen des Neobarock und des Jugendstil errichtet. Das 1954 von W. Zimmermann am Horst-Lippmann-Platz erbaute Eckhaus steht wegen seiner „städtebaulich und architektonisch auffälligen Ecklösung auf rundem Grundriss“ unter Denkmalschutz. Auf dem Platz steht seit 1982 die Skulptur Schwarzer Violinschlüssel vor dem Jazzkeller, der seit 1952 eines der Zentren der Frankfurter Jazz-Szene ist.

## Verkehr

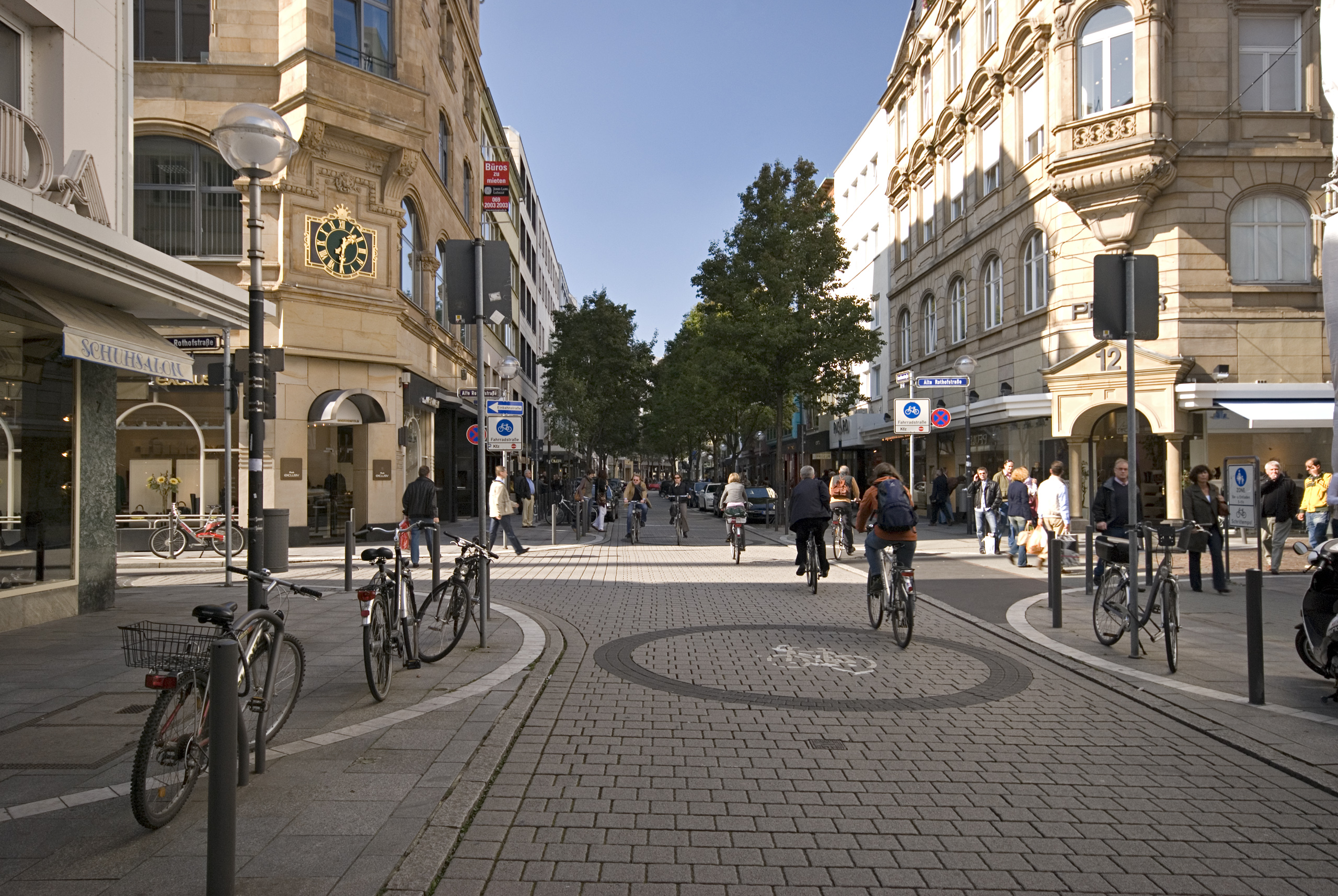
Goethestraße, Kreuzung Rothofstraße

Die Goethestraße ist seit 1992 als Fahrradstraße ausgewiesen, jedoch auch für den Anliegerverkehr mit Kraftfahrzeugen freigegeben. Für den Kraftverkehr ist die Goethestraße jeweils aus Richtung Hochstraße und aus Richtung Börsenstraße bis zur Kreuzung Alte Rothofstraße als Einbahnstraße eingerichtet, dort wird der motorisierte Individualverkehr südlich in die Junghofstraße abgeleitet.
Aufgrund ihres Charakters als Einkaufsstraße ist das Verkehrsaufkommen in der Goethestraße sehr hoch. Durch das für eine Fahrradstraße sehr hohe Kraftverkehrsaufkommen und den gleichzeitig knappen Parkraum ergeben sich in der Goethestraße regelmäßig Konflikte zwischen Rad- und Kraftverkehr.
An das Frankfurter Nahverkehrsnetz ist die Goethestraße gut angebunden. Im Osten liegt der Schnellbahnknoten Hauptwache und im Westen die U-Bahn-Station Alte Oper. Von 1894 bis 1986 wurde die Goethestraße von mehreren Linien der städtischen Straßenbahn zwischen den Stationen Opernplatz und Goetheplatz genutzt.

## Geschäfte
Heute befinden sich abseits inhabergeführter Geschäfte viele Filialen großer Luxusmarken an der Goethestraße, darunter: Armani, Aigner, Bulgari, Burberry, Bogner, Chopard, Chanel, Cartier, Céline, Dior, Ferragamo, Gucci, Hermès, Hublot, Jimmy Choo, Michael Kors, Louis Vuitton, Longchamp, Loro Piana, Moncler, Miu Miu, Prada, Rolex, Stone Island, Tiffany, Versace und Wempe.